# Ruben Gabrielsen
Lunan Ruben Gabrielsen (født 10. marts 1992) er en norsk professionel fodboldspiller (midterforsvarer), der spiller for den amerikanske MLS-klub Austin FC. Han har tidligere spillet for bl.a. den franske Ligue 2-klub Toulouse FC. Han var i 2021 udlejet til den danske superligaklub F.C. København.

## Karriere

### Tidlig karriere
Han begyndte sin karriere i Kapp IF, hvorefter han skiftede til FK Toten og senere til SK Gjøvik-Lyn. Efter en halv sæson på Lillestrøm, hvor han spillede for deres B-hold i 2. division.

### Lillestrøm
Den 4. april 2009 blev Gabrielsen den yngste spillere for Lillestrøm til at debutere i Eliteserien i en kamp mod Aalesunds FK i en alder af 17 år og 25 dage.

### Molde
I juli 2014 skiftede Gabrielsen til Molde FK på en 2½-årig kontrakt. Han fik debut den 31. juli 2014 i første kamp i den tredje kvalifikationsrunde til UEFA Europa League mod Zorya Luhansk. Han vandt "the double" med Molde i 2014 sæsonen efter Molde vandt både Tippeligaen og den norske pokalturnering. Han forlængede med Molde i februar 2017 til udløb af 2019-sæsonen. I 2017 blev Gabrielsen anfører for Molde, hvor han forblev indtil kontrakt udløb.

### Toulouse
Den 23. december 2019 indgik Gabrielsen en treårig aftale med Toulouse FC.

### FCK
Den 31. august 2021 blev det offentliggjort, at Toulouse FC havde indgået en lejekontrakt med FCK for perioden frem til udgangen af 2021.
Gabrielsens ophold i F.C. København blev dog ikke den store succes, og ved lejeaftalens udløb vendte han tilbage til Toulouse, hvor hans kontrakt i januar 2022 blev ophævet samtidig med, at han indgik nu kontrakt med amerikanske Austin FC.
Ruben Gabrielsen blev noteret for syv kampe for F.C. København i alle turneringer.

### Austin FC
Gabrielsen skrev i januar 2022 en to-årig kontrakt med Austin FC med en option for klubben på forlængelse i et år.

### Landshold
Gabrielsen er født i Norge som søn af en mor fra Cameroon og en norsk far. Gabrielsen blev udtaget til en venskabskamp for Norge med Belgien i juni 2016.